# Becsületgyilkosság
A becsületgyilkosság egy családtag megölése a többi családtag által, amelyben az elkövetők szerint az áldozat megsértette a család becsületét, a közösség vagy a régió elveit. Az oka legtöbbször egy elrendezett házassági ajánlat visszautasítása, olyan kapcsolat fenntartása, amit a család nem fogadott el, házasságon kívüli szexuális kapcsolat, szexuális erőszaknak való áldozatul esés, nem megfelelő öltözködés vagy nem heteroszexuális kapcsolat fenntartása.
A becsületgyilkosság a bosszú olyan formája – általában halál –, melyet a család egy férfitagja követ el egy női családtaggal szemben, aki a család megítélése szerint megsértette a család becsületét. A nőt a családtagjai különböző okok miatt célozhatják meg, mint: elrendezett házassági ajánlat visszautasítása, szexuális erőszaknak való áldozatul esés, válókereset – még akkor is ha az bántalmazó házastárstól való – vagy (akár állítólagos) házasságtörés. A puszta megítélés, hogy a nő úgy viselkedett ami a sérti a család becsületét, elég indok lehet, hogy az életére törjenek.
Azok a nők, akik nem tartanak be bizonyos szociálisan elfogadott viselkedésmintákat, nyilvánosan csatlakoznak más közösségekhez, valláshoz, más csoportok szokásait felveszik, támadások célpontjai lehetnek. Azokban az országokban, ahol emigránsokat fogadnak, néhány egyébként alacsony státuszú férfi és fiú azzal szilárdítja meg domináns patriarchális státuszát, hogy becsületgyilkosságot hajt végre a család női tagjain, akik például részt vesznek a szociális életben, mint például a feminista vagy integrációs politikában.
A "becsületgyilkosság" tágan értelmezhető fogalma férfiak és nők megölésére egyaránt vonatkozik azokban a kultúrákban, ahol ezt gyakorolják. Bár ritkán, de férfiak is becsületgyilkosságok áldozatává válhatnak a nő családja által, akivel (akár feltételezett) nem helyénvaló kapcsolatot tartott fenn.

## Általános jellemzők
A becsületgyilkosságok sajátossága a bűncselekmény kollektív jellege – a kiterjedt család több tagja tervezi meg, néha egy formális "családi tanács" keretei között.
Egy másik jelentős sajátosság a becsületgyilkosságok kapcsolata a család női tagjainak a viselkedése feletti kontrollal, főként a szexualitás, a férfiakkal való kapcsolat és házasság területén. Egy másik kulcselem a család hírnevének fontossága a közösségen belül, illetve a szociális státusz elvesztésével járó stigma, főként szoros közösségi hálókban.
A becsületgyilkosságok további jellegzetessége, hogy az elkövetőket nem ítéli el a közösség, mivel a cselekedetüket indokoltnak tekintik.

## Kiterjedés
A becsületgyilkosságok előfordulási gyakoriságát bonyolult meghatározni és a becslések nagyon eltérőek. A legtöbb országban a becsületgyilkosságokkal kapcsolatos adatokat nem gyűjtik szisztematikusan. Sok gyilkosságot a családok öngyilkosságként vagy balesetként jelentenek be, melyeket aztán így is regisztrálnak.
Bár a fogalmat gyakran Ázsiával kötik össze, – főként a Közel-Kelettel és Dél-Ázsiával – becsületgyilkosságok a világ minden részén előfordulnak. Az ENSZ 2000-es becslése szerint évente 5.000 nő esik becsületgyilkosságok áldozatául. A BBC közlése szerint viszont női jogi szervezetek gyanítják, hogy évente több mint 20,000 nőt gyilkolnak meg.
A becsületbeli bűntényeknek egyéb formái a savas támadások, emberrablás, csonkítás és a bántalmazás.

## Formái
A becsületgyilkosságok formái leggyakrabban a kövezés, leszúrás, verés, égetés, lefejezés, akasztás, (vízbe) fojtás, halálos savas támadások és lelövés. A gyilkosságokat gyakran nyilvánosan hajtják végre, hogy figyelmeztessék a közösség nőit a meg nem engedett viselkedés következményeire.

## Fiatalkorú elkövetők
A családok gyakran egy fiatalkorú fiút választanak ki a gyilkosság végrehajtására, annak érdekében hogy a gyilkos a lehető legkedvezőbb jogi elbírálásban részesüljön. A család fiú tagjait gyakran kérik meg, hogy figyeljenek oda a lánytestvéreik és más női rokonaik viselkedésére, hogy azok ne csináljanak semmi olyat, amivel a család becsületét vagy hírnevét csorbítanák.Sokszor a fiúkat utasítják a gyilkosságra és amennyiben ezt visszautasítják, szigorú következményekkel szembesülnek a családon vagy a közösségen belül, mivel elmulasztották teljesíteni a "kötelességüket".

## Kultúra

### Általános kulturális vonatkozások
A kulturális sajátosságok, amelyek a becsületgyilkosságokhoz vezetnek, összetettek. A kontroll fenntartása érdekében félelmet és erőszakot alkalmaznak.
A becsületgyilkosságok tradíciójának kialakulása vitatottan a nomád csoportokhoz és pásztorokhoz köthető: ezek a népcsoportok minden ingóságukat magukkal hordozták, kockáztatva hogy azokat ellopják, és nem voltak jogi menedék birtokában. Ennek eredményeképpen a félelemkeltés, agresszió, erőszakos bosszú hírének keltése lett a vagyon megóvásának a preferált formája. Azokban a közösségekben, ahol a jogi szabályozás gyenge, az embereknek hírnevet kell szerezniük.
Sok kultúrában, ahol a becsület központi erény, a férfiak a becsület megalkotói, miközben a nők egyetlen hatása a becsületre az lehet, hogy azt lerombolják. Ha egy nő megsérti ezt a nehezen felépített hírnevet, a család azt azonnal helyre akarja állítani, hogy a közösség előtt megőrizzék az arculatukat.
Egy Amnesty International nyilatkozat szerint néhány kultúrában a becsületgyilkosságokat kevésbé tekintik súlyos tettnek mint egyéb gyilkosságokat, egyszerűen azért mert ezek régi kulturális hagyományokból erednek, így elfogadhatónak és indokoltnak tekintik őket. A BBC Ázsiai hálózata által készített felmérés szerint a megkérdezett 500 ázsiai közül minden tizedik megbocsáthatónak tartja az olyan gyilkosságot, ami olyan személy ellen irányul, aki megsértette a családja becsületét.
A női szexualitás és a becsületházasságok közötti kapcsolat összetett. A becsület-alapú társadalmakban a nők általában a szexuális viselkedésük által hoznak szégyent a férfiakra. A női szexualitással kapcsolatos erőszakra vonatkozóan már az ókori Rómában is találunk feljegyzéseket, ahol a családfőnek (pater familias) joga volt szexuálisan aktív, hajadon lányát vagy hűtlen feleségét megölni.
Nighat Taufeeq a Shirkatgahban (Lahore, Pakistan) található nősegítő központ vezetője így fogalmazott: "Ez egy bűnös szövetség, ami a nők ellen dolgozik: a gyilkosok büszkék a cselekedetükre, a törzsi vezetők megbocsátják a tettet és védelmezik a gyilkost, a rendőrség pedig szemet huny a bűntény felett". Hina Jilani, jogász és emberjogi aktivista szerint "A pakisztáni nők élethez való joga a szociális normák és hagyományok betartásának a függvénye."
A mai időkben a nők gazdasági szerepének változását is használják a becsületgyilkosságok magyarázataként. Azok patriarchális kultúrákból származó nők, akik gazdaságilag függetlenekké váltak családjuktól szembemennek a férfiak által dominált kultúrával. Néhány kutató szerint a nők megnövekedett felelősségvállalása és az apák felelősségének csökkenése is okozhatja, hogy a családtagok elnyomó vagy akár erőszakos cselekvéssel próbálják visszaszerezni a hatalmukat.
A Dicle University által 2008 júliusában, Törökországban végzett felmérése amely a főként kurdok által lakott délkelet-anatóliai régióban kutatta a becsületgyilkosságokat, azt mutatta ki, hogy alig társul stigma a becsületgyilkosságok elkövetőihez. Szintén megjegyzik, hogy az eljárás alig köthető a feudális szociális struktúrához, vannak elkövetők, akik jól képzett diplomások. A megkérdezettek 60 százaléka főiskolát vagy egyetemet végzett, de legalább írástudó."
Ennek a társadalmi változásnak a hatása a nyugati kultúrákban is érezhető, mint Nagy-Britanniában, ahol a becsületgyilkosságok célpontjai gyakran olyan nők, akik nagyobb függetlenséget keresnek és "nyugati" szokásokat vesznek fel. Párkapcsolat fenntartása, vagy egy elrendezett házassági ajánlat visszautasítása a Közel-Keletről vagy Dél-Ázsiából származó családok számára sértésnek számít, ami becsületgyilkossághoz vezethet és vezetett több esetben.
Fareena Alam, egy muszlim magazin szerkesztője írt arról, hogy a nyugati országokban a becsületgyilkosság a bevándorló családok taktikája az urbanizáció elidegenítő következményei ellen. A bevándorlók közel maradnak otthoni kultúrájukhoz, mert az egy biztonsági hálót jelent számukra. Az elidegenedés érzése és a kontroll visszaszerzésének vágya vezetnek végül a becsületgyilkossághoz.

### Becsületgyilkosságok indítékai

#### Válás
Ha egy nő a férje vagy a kiterjedt család beleegyezése nélkül akar elválni, becsületgyilkossághoz vezethet. Azokban a kultúrákban, ahol a házasság során vagyoncserére is sor kerül, ennek visszautasítása sérti annak a becsületét, aki az egyezséget kialkudta.

#### Elrendezett házasság visszautasítása
Egy elrendezett házasság visszautasítása gyakran oka a becsületgyilkosságnak. A család, aki elrendezte volna a házasságot, "szégyenben marad" amennyiben a házasság nem jön létre.

#### Feltételezések és pletykák egy családtagról
Bizonyos kultúrákban, egy feltételezés is elég lehet ahhoz, hogy egy nő elhomályosítsa a család hírnevét és becsületgyilkosságot váltson ki; a családok félelme a kiközösítéstől hatalmas.